# Acalypha eggersii
Acalypha eggersii é uma espécie de flor do gênero Acalypha, pertencente à família Euphorbiaceae.